# Championnat de Basse-Normandie de cross-country
Le Championnat de Basse-Normandie de cross-country est la compétition annuelle de cross-country désignant le champion de Basse-Normandie de la discipline. Il est qualificatif pour les Interrégionaux Nord-Ouest de cross-country.
À partir de 2017, le Championnat de Basse-Normandie de cross-country fusionne avec le Championnat de Haute-Normandie de cross-country pour former le Championnat de Normandie de cross-country.

## Palmarès cross long hommes
- 2002 : Loïc Letellier
- 2004 : Loïc  Vanmackelbergh
- 2005 : Loïc  Vanmackelbergh
- 2006 : Eric Poree
- 2007 : Loïc Letellier
- 2008 : Olivier Galon
- 2009 : Loïc Letellier
- 2010 : Loïc Letellier
- 2011 : Sébastien Boiton
- 2012 : Sébastien Boiton
- 2013 : Loïc Letellier
- 2014 : Loïc Letellier
- 2015 : François Leprovost
- 2016 : Pierre Serel

## Palmarès cross long femmes
- 2002 : Nathalie Dupont
- 2004 : Nathalie Dupont
- 2005 : Nathalie Dupont
- 2006 : Nathalie Leveau
- 2007 : Patricia Bouaziz
- 2008 : Martine Robine
- 2009 : Martine Robine
- 2010 : Aurore Guérin
- 2011 : Aurore Guérin
- 2012 : Delphine Pasquer
- 2013 : Aurore Guérin
- 2014 : Aurore Guérin
- 2015 : Aurore Guérin
- 2016 : Delphine Pasquer